# Pierre Longue (Iffendic)
Der Menhir Pierre Longue befindet sich hinter dem Hof La Petite Barre ein paar Kilometer südsüdöstlich des Dorfes Iffendic bei Rennes im Département Ille-et-Vilaine in der Bretagne in Frankreich. 

## Beschreibung
Der Menhir aus rosa Puddingstein (französisch poudingue) ist 4,12 Meter hoch und 1,45 Meter breit.
Pierre Longue heißen auch der Pierre Longue von Le Croisic im Département Loire-Atlantique, der 4,3 Meter hohe Pierre Longue von Guitté im Département Côtes-d’Armor und der einst über sieben Meter hohe Pierre Longue von Cuguen im Département Ille-et-Vilaine und elf weitere Exemplare allein in der Bretagne.

Der Menhir auf dem Wappen von Iffendic

Es ist überraschend, dass dieser Block erhalten blieb und nicht zerschlagen oder für Steinkonstruktionen verwendet wurde, zumal die Legende erzählt, dass an seinem Fuß ein Schatz vergraben sei. Er wird vom Wanderweg „La pierre longue“ aus erschlossen.

## Anmerkung
1. ↑  Als Puddingsteine werden alttertiäre Konglomerate bezeichnet mit stark abgerollten Flint und sandigem, quarzitischem oder phosphoritischem Bindemittel mit oder ohne Glaukonitkörnern. Leitfossilien sind aus ihnen unbekannt, so dass das Alter nicht feststeht. Vergleichbar mit englischen Puddingsteinen werden sie ins Paläozän gestellt, eventuell sind sie jedoch jünger.

Koordinaten: 48° 6′ 56″ N, 2° 1′ 22″ W